# Poleský národní park

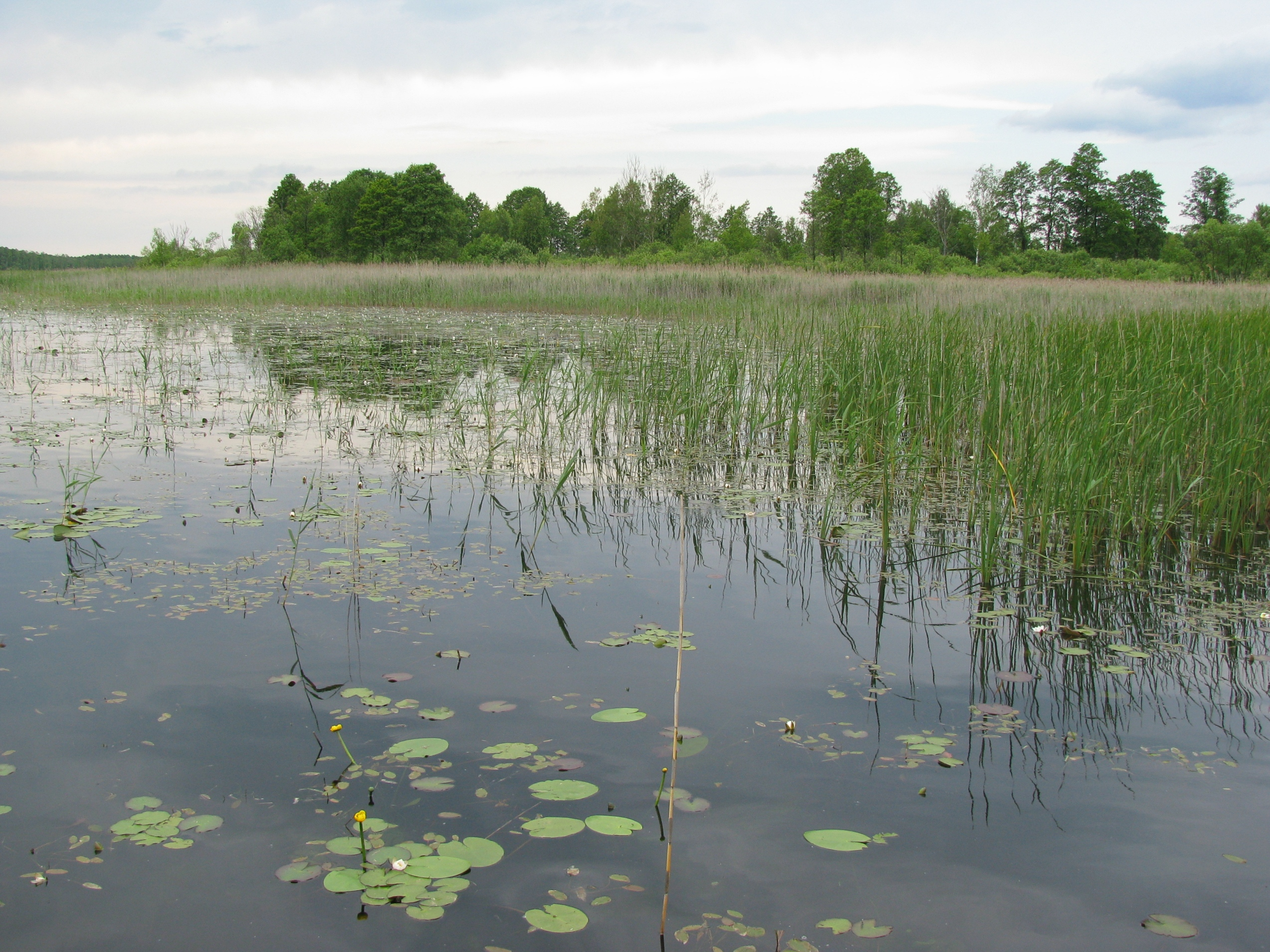
jezero Łukie

Poleský národní park (polsky Poleski Park Narodowy) je národní park v Lublinském vojvodství ve východním Polsku, v polské části historického regionu Polesí. Park byl založen v roce 1990 a v současnosti jeho rozloha činí 97,62 km2. Park leží v rovinaté krajině, je zde mnoho jezer, rybníků a bažin. V prostoru parku má místy krajina ráz tundry nebo lesotundry, nacházející se zde nejdále směrem na jihozápad Evropy. V této oblasti se vyvíjely bažinné ekosystémy bez zásahu člověka od konce posledního zalednění.
V Poleském národním parku roste okolo tisíce druhů cévnatých rostlin. Mezi vzácné živočichy, kteří zde žijí, patří jeřáb popelavý a želva bahenní.